# Agustín Fernando de la Serna
Agustín Fernando de la Serna (Cazalla de la Sierra, 1846-Madrid, 1914) fue un militar, político, historiador, traductor y dramaturgo español, diputado y senador en las Cortes de la Restauración.

## Biografía
Nació en Cazalla el 8 de septiembre de 1846. Abrazó la carrera de las armas, y retirado de teniente coronel se aficionó a la política, y desde 1881 representó al distrito de Vélez-Rubio, excepto en las elecciones de 1884 y 1901. Notable orador y hábil parlamentario, dominaba varios idiomas. Afiliado al partido liberal, se singularizó como amigo de José Canalejas, y al fin consiguió una senaduría vitalicia en 9 de mayo de 1910. Fue gobernador civil de Burgos, formó parte de la Comisión española que asistió a la coronación de Alejandro III de Rusia, desempeñó la primera vicepresidencia del Congreso de los Diputados y presidió la Comisión dictaminadora sobre el proyecto de reformas militares presentado por el general Cassola. Poseía las grandes cruces del Mérito Militar, del Naval, de Isabel la Católica y de San Estanislao de Rusia. Falleció a consecuencia de una afección gástrica en Madrid el 21 de julio de 1914.
Militar, político, historiador y autor dramático, ostentó el título de barón del Sacro Lirio. Durante varios años publicó un anuario internacional con el título de El Mundo en 190..., donde estudiaba las evoluciones políticas de los países de Europa y América. Tradujo del inglés los Cuentos de las Montañas de Rudyard Kipling, además de ser autor de Compendio de historia de España, La Restauración y El primer año de un reinado, y de las obras dramáticas El bufón de Felipe IV, Don Rodrigo, El castellano del Duero y Honor sin honra.